# Rate Your Music
 (mars 2023).
Rate Your Music (abrégé RYM, en français : Notez votre musique) est une base de données d'enregistrements musicaux en ligne créée en 2000 par Hossein Sharifi et basée à Seattle.

## Structure
Rate Your Music a été créé le 24 décembre 2000 par Hossein Sharifi. Contrairement à Discogs, principalement orienté vers la musique électronique, RYM a été, à ses débuts, plutôt tourné vers la musique rock, avant d'intégrer progressivement tous les autres genres musicaux. Son objectif initial est de référencer tous les enregistrements musicaux, commercialisés ou non, quels qu'en soient le genre, l'époque, le lieu ou le support. Le site offre également la possibilité de noter et critiquer tous les enregistrements écoutés et de cataloguer sa collection par support. La notation se fait avec une échelle qui va d'un minimum d'une demi-étoile (ou 0,5 points) à une maximum de cinq étoiles (ou 5 points) par paliers de demi-étoiles.
Le site fonctionne de façon similaire à un Wiki, puisque ce sont les utilisateurs qui fournissent les informations à la base de données (artistes, albums, EPs, singles, biographies), qui doivent néanmoins être approuvées par un modérateur pour prévenir le vandalisme virtuel.
Rate Your Music 1.0, la première version du site, permettait la notation et le catalogage des enregistrements, la rédaction de critiques et l'élaboration de listes. D'autres fonctions ont été introduites au fil du temps, comme les forums en 2002. Le 7 août 2006, RYM 2.0, une nouvelle version plus fonctionnelle du site, a été lancé. Elle offre de nouvelles possibilités en prenant en compte des données comme la liste des titres, le label, le numéro de catalogue du disque, mais aussi des concerts et des salles de spectacles. Le site permet une recherche des enregistrements par artiste, par genre, par année, par label et par pays d'origine. Bien que la page d’accueil du site soit en anglais, la nouvelle version a également introduit de nouvelles langues de navigations, (français, espagnol, italien, portugais, allemand, néerlandais, polonais, russe, finnois et turc), que l'on peut choisir après l'inscription gratuite.
À cause de coûts courants importants, Rate Your Music a cessé de n'être financé que par des dons d'utilisateurs, en incorporant également d'autres sources de revenu à partir de 2006. Concrètement, ces nouvelles sources sont l'intégration de liens à base de commissions vers des magasins de musique en ligne et l'affichage de publicité de Google AdSense (que les utilisateurs enregistrés peuvent masquer). Cette décision a été soumise à un vote démocratique dans les forums officiels du site.
Depuis mai 2009, Rate Your Music permet de cataloguer et de noter des films et est donc également devenu une base de données cinématographique. On peut chercher tous les films par réalisateur, acteur, année et genre.

### Custom Charts et recommandations
Une fonction particulière de Rate Your Music sont les Custom Charts, un classement de tous les enregistrements et films dans la base de données dont l’utilisateur peut manipuler les critères de compilation. Ainsi, les œuvres avec les notations les plus élevées, mais aussi celles avec les notations les plus basses, peuvent être ordonnées entre autres par année, décennie, format ou pays.
Chaque utilisateur peut en plus recommander des artistes, des films ou de la musique à d'autres utilisateurs du site. Il existe également une fonction de recommandation de musique automatique, qui se base sur les notations antérieures attribuées par l'utilisateur.

## Données statistiques
|                            | Nov 2006  | Mars 2008 | Juil 2010  | Déc 2011   | Déc 2012   | Mars 2014  | Décembre 2019 | octobre 2022 |
| -------------------------- | --------- | --------- | ---------- | ---------- | ---------- | ---------- | ------------- | ------------ |
| Artistes/Groupes           | 166.865   | 296.681   | 580.737    | 747.610    | 848.196    | 961.618    | 1.331.897     | 1.596.338    |
| Enregistrements référencés | 702.857   | 1.148.333 | 1.896.128  | 2.300.765  | 2.547.775  | 2.851.611  | 4.054.563     | 5.246.077    |
| Notes                      | 4.033.301 | 8.513.580 | 17.414.284 | 23.339.936 | 27.481.332 | 32.816.720 | 68.652.738    | 105.490.718  |
| Labels                     | 3.345     | 16.466    | 45.154     | 58.475     | 64.912     | 79.782     | 112.577       | 126.541      |
| Critiques                  | —         | 636.739   | 1.159.958  | 1.453.200  | 1.644.165  | 1.820.665  | 2.375.562     | 2.815.886    |
| Salles de concerts         | 1.315     | 4.374     | 8.134      | 9.714      | 10.379     | 11.345     | 15.023        | 16.569       |
| Utilisateurs inscrits      | 62.773    |           |            |            |            |            | 652.211       | 928.646      |

En décembre 2011, la base de données comprenait un peu plus de 370 000 comptes d'utilisateurs. Environ la moitié d'entre eux viennent des États-Unis, du Canada et du Royaume-Uni. L'autre moitié vient principalement de l'Europe du Nord et de l'Ouest (particulièrement de la Scandinavie et des Pays-Bas), ainsi que de la Pologne, de la Russie, du Mexique, du Brésil et de l'Australie.